# 西野希
西野 希（にしの のぞみ、1997年3月21日 - ）は、日本のAV女優。

## 略歴・人物
千葉県出身。2015年12月、SODクリエイトのレーベル「青春時代」の専属女優としてAVデビュー。
趣味は買い物・スポーツ観戦、特技は書道（八段）。

## 出演作品

### アダルトDVD
2015年
- 「壊れそうになるくらい私を犯してほしい」 西野希 18歳 SOD専属AVデビュー（12月8日、SODクリエイト）

2016年
- 「もっとHな事、知りたくて」 犯されたい願望の少女 西野希 18歳 制服・ブルマ・スクール水着 初体験4SEX（1月21日、SODクリエイト）
- 「中出しって気持ちいいんですか?」 犯されたい願望の少女 西野希 18歳 人生初のナマ中出し温泉旅行（2月18日、SODクリエイト）
- 断りきれない仕草が可愛すぎる美少女が結婚4ヶ月前に婚約者に内緒でAVデビュー（6月25日、kawaii*）※「なるみ」名義
- 過激すぎるド素人娘 4時間スペシャル 34（7月8日、S級素人）他出演:涼海みさ、市原由芽、向井藍、工藤つばさ
- そこの髪の長いお姉さん!耳の穴を見せてくれませんか? 最新鋭小型カメラと振動で細かい汚れまで除去できる高性能耳掃除機(ミニローター)で綺麗にするついでにヘソの穴から腋や足の指の間まで徹底的に(媚薬)オイルを使って洗浄しますよ! もちろん一番見られたくない膣の奥深くまでくぱっと開いて濃厚ザーメンミルクでドロドロにしちゃいました。（7月25日、ナンパJAPAN）※「ゆき」名義　他出演:ちなつ、みゆき、ゆみこ
- 生中出し若妻ナンパ! 20（8月12日、S級素人）他出演:花咲いあん、吉澤友貴、深沢きい、工藤つばさ
- 完全女体観察4時間スペシャル 3（8月26日、S級素人）他出演:涼海みさ、花咲いあん、なごみ、あず希、稲村ひかり、土屋あさみ、吉澤友貴、ひなた朱莉、羽生ありさ、相澤ゆりな、江奈るり、星空キラリ、今宮なな、美咲かんな、麻里梨夏 ほか
- 見た目の悪いバッドルッキングガイズがお金目当てのオンナを金持ち装い口説いたらその日に中出しまで出来ちゃうのか!?（9月1日、ナンパJAPAN）他出演:あゆな虹恋、涼海みさ、八ッ橋さい子 ほか　※AV OPEN 2016 バラエティ部門エントリー作品
- 「もう一度、青春してみませんか?」 青春時代一周年記念総集編+未公開撮り下ろし5SEX 2枚組480分（11月23日、SODクリエイト）他出演:涼海みさ、今宮いずみ、戸田真琴、水樹くるみ　※未公開撮り下ろしシーンを含む総集編
- 変態すぎるド素人娘スペシャル 3（11月25日、S級素人）他出演:相澤ゆりな、麻里梨夏、稲村ひかり、花咲いあん